# Guglielmo Marin
Guglielmo Marin (Padova, gennaio 1855 – 1920) è stato un ingegnere italiano.

## Biografia
Si laurea nel 1877 alla Scuola di Applicazione di Padova. Nel 1880 entra a far parte della Società Veneta Ferrovie con incarichi per progettazioni e costruzioni di parti ferroviarie, stradali o portuali.
Nel 1893 veniva mandato in Romania dalla Società Veneta Ferrovie dove già nel 1894 ne diventava rappresentante generale per la filiale romena.
In questo frangente diresse la costruzione del tronco ferroviario diretto al ponte sul Danubio di Cernavodă, la costruzione del ponte ferroviario di Barbosi, l'edificazione dei porti di Cernavodă e di Severin e la fabbricazione della strada della Stanisora.
Nel 1897 veniva eletto Presidente della Società italiana di mutuo Soccorso e Beneficenza di Bucarest. Nello stesso anno veniva nominato Ministro Plenipotenziario d'Italia, con ruoli nella Commissione per la Scuola Italiana e come Consigliere del Circolo Italiano a Bucarest.
Nel 1901 inaugura la Scuola Italiana di Bucarest, costruita con i fondi della Società di Mutuo Soccorso di cui era presidente.
Durante la sua permanenza in Romania fu anche insignito della Croce di Cavaliere dell'Ordine della Corona Rumena.
Dopo il 1901 la società per cui lavora Marin cessa le sue attività in Romania e quindi il Menin stesso rientra in Italia dove dirigerà la costruzione della ferrovia Alessandria-Ovada e il tratto Piove-Adria, lavorerà anche nel Porto di Genova ed in altri cantieri minori.

## Premi a suo nome
Premio di studio Ingegnere Guglielmo Marin: premio in memoria dell'ing. Guglielmo Marin, destinato ai laureati di specialistica in Ingegneria nell'Università di Padova . Conferisce una borsa di studio finalizzata a trascorrere un periodo della durata di almeno otto mesi presso un Istituto o Laboratorio di ricerca straniero, allo scopo di seguirvi un corso di perfezionamento o per svolgervi attività di ricerca.